# Non rompete i chiavistelli
Non rompete i chiavistelli (The Cracksman) è un film del 1963 diretto da Peter Graham Scott.